# آن پرنتیس
آن پرنتیس (به انگلیسی: Ann Prentiss) (زاده ۲۷ نوامبر ۱۹۳۹-درگذشته ۱۲ ژانویه ۲۰۱۰) بازیگر آمریکایی بود.
از فیلم‌های معروف او می‌توان به بازی در فیلم نامادریم یک بیگانه است اشاره کرد.